# Portet-sur-Garonne
Portet-sur-Garonne (em occitano:  Portèth de Garona) é uma comuna francesa na região administrativa da Occitânia, no departamento do Alto Garona. Estende-se por uma área de 16.19 km², com 9.791 habitantes, segundo o censo de 2018, com uma densidade de 600 hab/km².